# 旅人蕉
旅人蕉 （學名： Ravenala madagascariensis），別稱旅人木、散尾葵、扁芭槿、扇芭蕉、水木等，屬姜目鹤望兰科，為旅人蕉屬下的單屬種 
植物，原產於馬達加斯加。由於葉鞘呈杯狀能貯存大量水液，其樹液亦可飲用，供旱漠旅人提供緊急的水源，故而得名旅人蕉。
其种加词“madagascariensis”意为“马达加斯加的”。馬達加斯加國徽有旅人蕉的葉片圖案。

## 形態特徵
旅人蕉雖然高大，但它不是樹木，而是一種大型的草本植物。旅人蕉爲常綠喬木狀多年生草本植物，高5－6米(最高可達30米)。樹幹直立叢生，圓柱幹形像棕櫚，幹面粗糙而幹紋明顯，外形像一把大折扇，直徑約20－30厘米。葉長圓形，外形像蕉葉，2行排列整齊2縱裂，互生於莖頂，長約3米，寬約65厘米；葉鞘筒形呈杯狀；葉柄長約2－4米。花為穗狀花序腋生，兩性，每邊花序軸長有5－6枚佛焰苞，總苞片船形，先端銳尖，佛焰苞長約25－35厘米，寬5－8厘米，內有花5－12朵，排列成蠍尾狀聚繖花序；花萼片3枚披針形，革質，長約20厘米，寬約12毫米；花瓣3枚白色幾乎與花萼片相似，只中央1枚較為狹小；花柱約與花被等長，柱頭紡錘狀；子房扁壓，長約5－6厘米；雄蕊呈線形，長約15－16厘米；花藥長為花絲的兩倍。果為蒴果，形似香蕉，3室，開裂為3瓣，果皮堅硬富含纖維質。種子腎形，披碧藍色撕裂狀假種皮，長約10－12厘米，寬約7－8毫米。
- 旅人蕉的外形
- 旅人蕉的花序
- 旅人蕉发育中的果序
- 旅人蕉成熟開裂的果實

## 種植
旅人蕉根系發達生長迅速，吸水能力強，喜生長於溫暖濕潤的氣候，陽光充足的環境，不耐寒及忌低洼積水，適宜種植於肥沃疏鬆排水良好的土壤之中生長適溫為23至33℃，不耐寒，在溫帶地區露天種植會無法越冬。種植時需要中等澆水量，當泥土表面乾燥便要澆水，每次澆水都要澆透水，但不要長時間水淹，選用土壤必須排水良好。在春至秋季的生長期間，每月施氮肥一次。

## 圖片
- 毛里求斯大型旅人蕉
- 在金邊的一個公園中
- 旅人蕉和花
- 詳細葉的結構
- 種子
- 樹皮
- 老葉柄變成褐色